# Паренхиматозная белковая дистрофия
Паренхиматозная белковая дистрофия (греч. dys- + trophe питание) -  проявляется появлением в цитоплазме большого количества зёрен белковой природы; нарушение обмена гликопротеидов, характеризуется накоплением слизи (муцина) и слизеподобных соединений (псевдомуцинов или мукоидов) в эпителиальных клетках или основном веществе соединительной ткани и ее производных.  Внутриклеточное накопление слизи может сопровождаться десквамацией эпителиальных клеток и их некрозом,часто является составным компонентом катарального воспаления, наблюдаются при имплантации слизеобразующих клеток на брюшине, например при перфорации червеобразного отростка при миксоглобулезе. Данная дистрофия характерна для слизистого рака, также может являться причиной муковисцидоза.
Физико-химические свойства слизи при данном заболевании разнообразны. В случае плотной слизи образуются пробки (например,при бронхиальной астме), которые обтурируют выводные протоки желез слизистой оболочки дыхательных путей, приводя к развитию ретенционных кист.  При закрытии выводных отверстий придаточных пазух носа развивается мукоцеле.  Накапливающиеся в железистых структурах псевдомуцины могут уплотняться и приобретать вид коллоида, например в щитовидной железе при коллоидном зобе.
Исход паренхиматозной слизистой дистрофии зависит от степени и длительности повышенного слизеобразования. Эпителий может подвергаться атрофии или регенерировать.

## Гиалиново-капельная
Проявляется появлением в клетках капель, напоминающие гиалиновый хрящ. Возникает в почках, печени при хронических заболеваниях этих органов. Дистрофия — необратимая.

## Зернистая дистрофия
Проявляется появлением в цитоплазме большого количества зёрен белковой природы. Возникает в печени, почках, сердце, при инфекции и интоксикации. Дистрофия обратимая после прекращения действия травмируемого фактора.